# 佐々木勝利
佐々木 勝利（ささき かつとし、1943年12月17日 - 2009年10月22日）は、日本のアニメーション演出家、アニメ監督。神奈川県出身。

## 来歴・人物
日本大学芸術学部を中退後、東映動画（現：東映アニメーション）に入社し、『魔法使いサリー』・『ゲゲゲの鬼太郎』・『ひみつのアッコちゃん』・『もーれつア太郎』などの演出助手を経て、1970年頃より演出家としてのキャリアをスタートした。『魔法のマコちゃん』・『魔法使いチャッピー』・『バビル2世』などの演出を担当した後、東映動画を退社。
フリーランスとなってからは、『闘将ダイモス』・『未来ロボ ダルタニアス』・『無敵ロボ トライダーG7』・『最強ロボ ダイオージャ』など、日本サンライズ（現：サンライズ）制作のロボットアニメに演出家・監督として参加した。この他、『シートン動物記 りすのバナー』や『ミームいろいろ夢の旅』などの日本アニメーション作品ではコンテを担当（他社の数作品でも、コンテを描いた）。
1980年代後半は『トランスフォーマーシリーズ』の演出を主に手掛け、2000年代には『ふたつのスピカ』や『地球へ…』などの演出を担当していた。
2009年10月22日14時45分、肺癌のため東京都清瀬市内の病院で逝去。享年65。

## 主な参加作品

### 演出
- アパッチ野球軍
- ウルトラマニアック
- エレメンタル ジェレイド
- 強殖装甲ガイバー(TV版)
- さるとびエッちゃん
- ジェッターマルス
- 戦え!超ロボット生命体 トランスフォーマーV
- 地球へ…
- 闘将ダイモス
- トランスフォーマー 超神マスターフォース
- 爆転シュート ベイブレード2002
- バビル2世
- ふたつのスピカ
- マーメイドメロディー ぴちぴちピッチ
- 魔人探偵脳噛ネウロ
- 魔法のマコちゃん
- 魔法使いチャッピー
- もーれつア太郎（第1作）※第83話のみ
- 惑星ロボ ダンガードA

### 監督
- 未来ロボ ダルタニアス
- 無敵ロボ トライダーG7
- 最強ロボ ダイオージャ
- トランスフォーマー ザ☆ヘッドマスターズ
- サーキットの狼II モデナの剣

### コンテ
- シートン動物記 りすのバナー
- まいっちんぐマチコ先生
- 天使な小生意気
- 爆転シュート ベイブレードGレボリューション
- ミームいろいろ夢の旅